# Natallia Sazanovich
Natallia Sazanovich, en biélorusse Наталля Сазановіч, née le 15 août 1973 à Baranavitchy, est une athlète biélorusse. Spécialiste de l'heptathlon, elle a remporté deux médailles olympiques et réussi sa meilleure performance personnelle de 6 563 points aux Jeux olympiques d'été de 1996. Elle a également été championne du monde en salle en 2001. Elle a participé aux Jeux olympiques d'été de 2004 mais s'est retirée après deux épreuves.

## Palmarès

### Jeux olympiques
- 1996 à Atlanta ( États-Unis) 
  -  Médaille d'argent à l'heptathlon
- 2000 à Sydney ( Australie) 
  -  Médaille de bronze à l'heptathlon
- 2004 à Athènes ( Grèce) 
  - abandon après deux épreuves à l'heptathlon

### Championnats du monde d'athlétisme
- 1997 à Athènes ( Grèce)
  - 5e à l'heptathlon
- 2001 à Edmonton ( Canada)
  -  Médaille d'argent à l'heptathlon
- 2003 à Paris ( France)
  -  Médaille de bronze à l'heptathlon

### Championnats du monde d'athlétisme en salle
- 2001 à Lisbonne ( Portugal)
  -  Médaille d'or au pentathlon
- 2003 à Birmingham ( Royaume-Uni)
  -  Médaille d'argent au pentathlon

### Championnats d'Europe d'athlétisme
- 1998 à Budapest ( Hongrie)
  -  Médaille de bronze à l'heptathlon
- 2002 à Munich ( Allemagne)
  -  Médaille de bronze à l'heptathlon

### Championnats d'Europe d'athlétisme en salle
- 1998 à Valence ( Espagne)
  - 12e en saut en longueur